# Albert Clemang
Albert Clemang, né le 5 juin 1868 à Sanem (Luxembourg) et mort en 1953, est un ingénieur et homme politique luxembourgeois, membre du Parti radical.

## Biographie
Né le 5 juin 1868, Albert Clemang est originaire de Sanem et le fils de Nicolas Clemang (1845-1905) et Catherine Pretemer (1844-1899). Après ses études secondaires, il poursuit son cursus dans le domaine de l'ingénierie à l'École industrielle et commerciale de Luxembourg puis à l'université de Louvain. À l'issue de sa formation, il devient ingénieur des arts et manufactures du génie civil et des mines en 1892. Il commence sa carrière professionnelle comme stagiaire à l'usine de Dommeldange (lb) puis il est employé successivement à la Maschinenfabrik Köln-Bayenthal ainsi qu'à l'usine sidérurgique de Burbach. Du côté de la frontière française, à Audun-le-Tiche, il dirige la construction de hauts-fourneaux. À la suite de son mariage en 1901, il s'installe définitivement en Allemagne.
En ce qui concerne la politique nationale, Albert Clemang est membre de la Chambre des députés pendant près de vingt-deux ans et de manière discontinue. Il quitte son siège au parlement de manière définitive avant son entrée au gouvernement. En 1928, il fonde aux côtés de Gaston Diderich et Marcel Cahen (lb) le Parti radical, un mouvement radical-libéral ainsi que le journal Freie Presse.
Albert Clemang joue un rôle clef dans l'édiction de lois relatives aux chemins de fer pendant près de vingt-cinq ans. Lors de la chute du ministère Prüm, le 15 juillet 1926, il est nommé Directeur général des Travaux publics, du Commerce et de l'Industrie dans le gouvernement dirigé par Joseph Bech. Il exerce cette fonction jusqu'au remaniement d'avril 1932. Il donne alors sa démission lors des débats sur la nationalisation de certains réseaux de chemins de fer dans lesquels il a des intérêts personnels.